# Hipódromo de la Zarzuela
El hipódromo de la Zarzuela es un hipódromo de propiedad pública estatal situado en las afueras de la ciudad de Madrid (España). Se encuentra enclavado en el monte de la Zarzuela, a la altura del kilómetro 7,8 de la autovía del Noroeste (A-6). Fue diseñado por los arquitectos Carlos Arniches Moltó y Martín Domínguez con la colaboración del Ingeniero de Caminos, Canales y Puertos Eduardo Torroja. Sus tribunas fueron catalogadas como Monumento Histórico Artístico en el año 1980 y está participada en propiedad por la Sociedad Estatal de Participaciones Industriales.

## Historia y gestión
La construcción del Hipódromo de la Zarzuela comenzó en 1931 sobre unos terrenos propiedad del Patrimonio Nacional tras la expropiación del anterior hipódromo de la Castellana para poder construir los Nuevos Ministerios.
En 1934 se aprobó la construcción del Hipódromo de la Zarzuela. Los encargados de la obra fueron el ingeniero Torroja y los arquitectos Arniches y Domínguez. Las obras comenzaron en 1935, aunque fueron interrumpidas durante la guerra civil (1936-1939). Tras la contienda, la instalación quedó en ruinas.
En 1940, Francisco Franco dictó un decreto-ley para ceder los terrenos a la Sociedad de Fomento y Cría Caballar de España.
El Hipódromo de la Zarzuela se inauguró en mayo de 1941. Para las primeras carreras la mayoría de caballos que participaban provenían del extranjero, ya que la guerra civil había mermado la cabaña caballar del país. 
Entre los años 50 y 70 el hipódromo vivió una época de esplendor, con un gran aumento del número de carreras. En 1952 se instauró un calendario clásico a semejanza con otros de Europa o, a principios de los 60 se inauguraron nuevas pistas de entrenamiento y se terminaron las instalaciones para los jockeys y la enfermería.
En 1992, la Sociedad de Fomento y Cría Caballar de España, en quiebra, solicitó a Patrimonio Nacional el traspaso de la concesión del hipódromo de La Zarzuela a la empresa Hipódromo de Madrid, S.A., propiedad de Enrique Sarasola, que fracasó en su gestión. La victoria del caballo El Aleph, con José Luis Martínez, en la última carrera de la temporada de otoño de 1996, el 15 de diciembre, puso punto final a 55 años ininterrumpidos de competición en el hipódromo madrileño. En la primavera de 1997, la empresa de Sarasola se declaró en suspensión de pagos. Empezó así el cierre de las instalaciones que se alargó por nueve años.
Tras dos concursos de concesión convocados por Patrimonio Nacional, en 2001 no se logra adjudicar el hipódromo a ningún grupo privado. Finalmente, el 30 de septiembre de 2003, Patrimonio Nacional e Hipódromo de La Zarzuela, S. A. firmaron un acuerdo que da cobertura a la explotación integral de la finca en una primera fase durante veinticinco años, hasta 2028.
El 23 de octubre de 2005 tras casi nueve años de cierre el hipódromo vuelve a abrir sus puertas. Desde entonces, se vienen celebrando las  temporadas de primavera, verano (con carreras nocturnas) y otoño.
En octubre de 2009, las tribunas del hipódromo de La Zarzuela fueron declaradas bien de interés cultural con categoría de monumento. Y en 2016 se completó la rehabilitación de la instalación, con la recuperación de la pelouse, o paseo existente entre las tribunas y las pistas.

## Monumento
Se trata de un ejemplo del racionalismo madrileño y está considerado como la «última obra maestra de la arquitectura del tiempo de la República». La belleza y amplitud del recinto hacen que se le considere un monumento. Uno de sus elementos más singulares son las tribunas, construidas por los arquitectos Carlos Arniches y Martín Domínguez junto al ingeniero de caminos Eduardo Torroja. La construcción es colindante con el monte de El Pardo.
En 2009 fue declarado Bien de Interés Cultural. En 2012, ganó el Primer Premio del Colegio de Arquitectos de Madrid (COAM) por su Proyecto de Restauración y Rehabilitación.

## Temporada
El Programa de Carreras para el año 2019 de Hipódromo de La Zarzuela cuenta con 36 jornadas. De estas 18 se disputan en primavera (quince matinales y tres vespertinas), doce en otoño y seid en verano en horario nocturno. En total 231 carreras que repartirán 3.671.550 euros. Esto lo convierte en la temporada con mayor dotación en premios desde 2005.
En cuanto a las pruebas reservadas a los dos años, la temporada cuenta con 27 pruebas de las cuales seis son para productos nacionales. Se destina un total de 454.700€ para ellos. Destacan las Copas de Criadores para potrancas y potros respectivamente. Destaca que el Programa de BonusMade in Spain, no sólo se consolida como proyecto para incentivar la compra de producto nacional, sino que se incrementa en seis pruebas, pasando a ser 37 las carreras incluidas en el proyecto. En esta, su tercera edición, nuevamente se contempla primar a los potros y potrancas de dos años nacidos y criados en España (y asimilados), que obtendrán una bonificación equivalente al 40% de los premios y colocaciones que consigan en las carreras señaladas, mientras que los potros y potrancas de tres años obtendrán una bonificación del 20%.
Los tres años podrán participar en un total de 52 carreras reservadas únicamente para ellos, de las cuales 6 son para caballos nacidos y criados en España. El conjunto de las pruebas tendrán un valor de 973.550€. Destacan entre ellas el Derby Villapadierna (2400 metros), la Poule de Potros y Potrancas (1600 metros) y el Gran Premio Villamejor (2800 metros).
Los caballos de tres años en adelante contarán con un total de 150 carreras lo que se traduce en 2.138.300€. Muchas de ellas los denominados handicaps, carreras en las que cada caballo lleva un determinado peso en función de su valor. Las carreras con más renombre de esta categoría son el Gran Premio de Madrid, el Gran Premio Claudio Carudel y Gran Premio Memorial Duque de Toledo.

## Pruebas principales
Las carreras principales que se disputan en el Hipódromo de la Zarzuela son:

### Grandes Premios de Primavera
- Gran Premio Duque de Alburquerque - Para caballos y yeguas de 4 años en adelante. Se disputa sobre un recorrido de 2000 metros.
- Gran Premio Valderas (Poule de Potrancas) - Para potrancas de 3 años. Se disputa sobre un recorrido de 1600 metros.
- Gran Premio Cimera (Poule de Potros) - Para potros de 3 años. Se disputa sobre un recorrido de 1600 metros.
- Gran Premio Nacional - Para potros y potrancas de 3 años, nacidos y criados en España. Se disputa sobre un recorrido de 2200 metros.
- Gran Premio Beamonte (Oaks Español) - Para potrancas de 3 años. Se disputa sobre un recorrido de 2400 metros.
- Gran Premio Villapadierna (Derby Español) - Para potros y potrancas de 3 años. Se disputa sobre un recorrido de 2400 metros.
- Gran Premio Urquijo - Para caballos y yeguas de 3 años en adelante. Se disputa sobre un recorrido de 1100 metros, en línea recta.
- Gran Premio Claudio Carudel - Para caballos y yeguas de 3 años en adelante. Se disputa sobre un recorrido de 1600 metros.
- Gran Premio de Madrid - Para caballos y yeguas de 3 años en adelante. Se disputa sobre un recorrido de 2500 metros.

### Grandes Premios de Verano
- Gran Premio Noches del Hipódromo - Para caballos y yeguas de 4 años en adelante. Se disputa sobre un recorrido de 1900 metros, en la pista de fibra.

### Grandes Premios de Otoño
- Gran Premio Ricardo Ruiz Benítez de Lugo  - Para yeguas de 3 años en adelante. Se disputa sobre un recorrido de 2200 metros.
- Gran Premio Villamejor - Para potros y potrancas de 3 años. Se disputa sobre un recorrido de 2800 metros.
- Gran Premio Subasta ACPSIE  - Para potros y potrancas de 2 años que fueran ofrecidos en la subasta pública de yearlings organizada por la ACPSIE y que figuren en la lista de aptos de la propia ACPSIE. Se disputa sobre un recorrido de 1400 metros.
- Gran Premio de la Hispanidad - Para caballos y yeguas de 3 años en adelante. Se disputa sobre un recorrido de 1600 metros.
- Gran Premio Ruban - Para caballos y yeguas de 3 años en adelante. Se disputa sobre un recorrido de 1200 metros, en línea recta.
- Gran Premio Memorial Duque de Toledo - Para caballos y yeguas de 3 años en adelante. Se disputa sobre un recorrido de 2400 metros.
- Gran Premio Aniversario Hipódromo de la Zarzuela  - Para yeguas de 3 años en adelante. Se disputa sobre un recorrido de 1600 metros.
- Gran Premio Gran Criterium - Para potros y potrancas de 2 años. Se disputa sobre un recorrido de 1600 metros.
- Gran Premio Román Martín - Para caballos y yeguas de 3 años en adelante. Se disputa sobre un recorrido de 2000 metros.
- Gran Premio Antonio Blasco - Para caballos y yeguas de 2 años en adelante. Se disputa sobre un recorrido de 1400 metros.

## Casas de subastas y agencias
Con motivo de la reapertura del Hipódromo de la Zarzuela nació en España la industria de las Casas de Subastas y Agencias de caballos de carreras, que mundialmente mueven grandes sumas de dinero. En países como Estados Unidos, Inglaterra, Francia, Irlanda, Australia, Japón o Nueva Zelanda la actividad moviliza alrededor de un 2 % sobre el PIB de cada país.[cita requerida]
Spanish Bloodstock Agency organiza anualmente una subasta de yearlings durante el mes de septiembre en las instalaciones del Hipódromo de la Zarzuela. También han llevado a cabo subastas mixtas y de caballos en entrenamiento.
Zraq también organiza anualmente una subasta de yearlings durante el mes de septiembre en las instalaciones del Hipódromo de la Zarzuela.